# Adelopoma stolli
Adelopoma stolli là một loài ốc đất liền với một nắp, là động vật thân mềm chân bụng sống trên cạn trong họ Cyclophoridae.
Loài này phân bố ở Guatemala và Nicaragua.